# Büttstedt

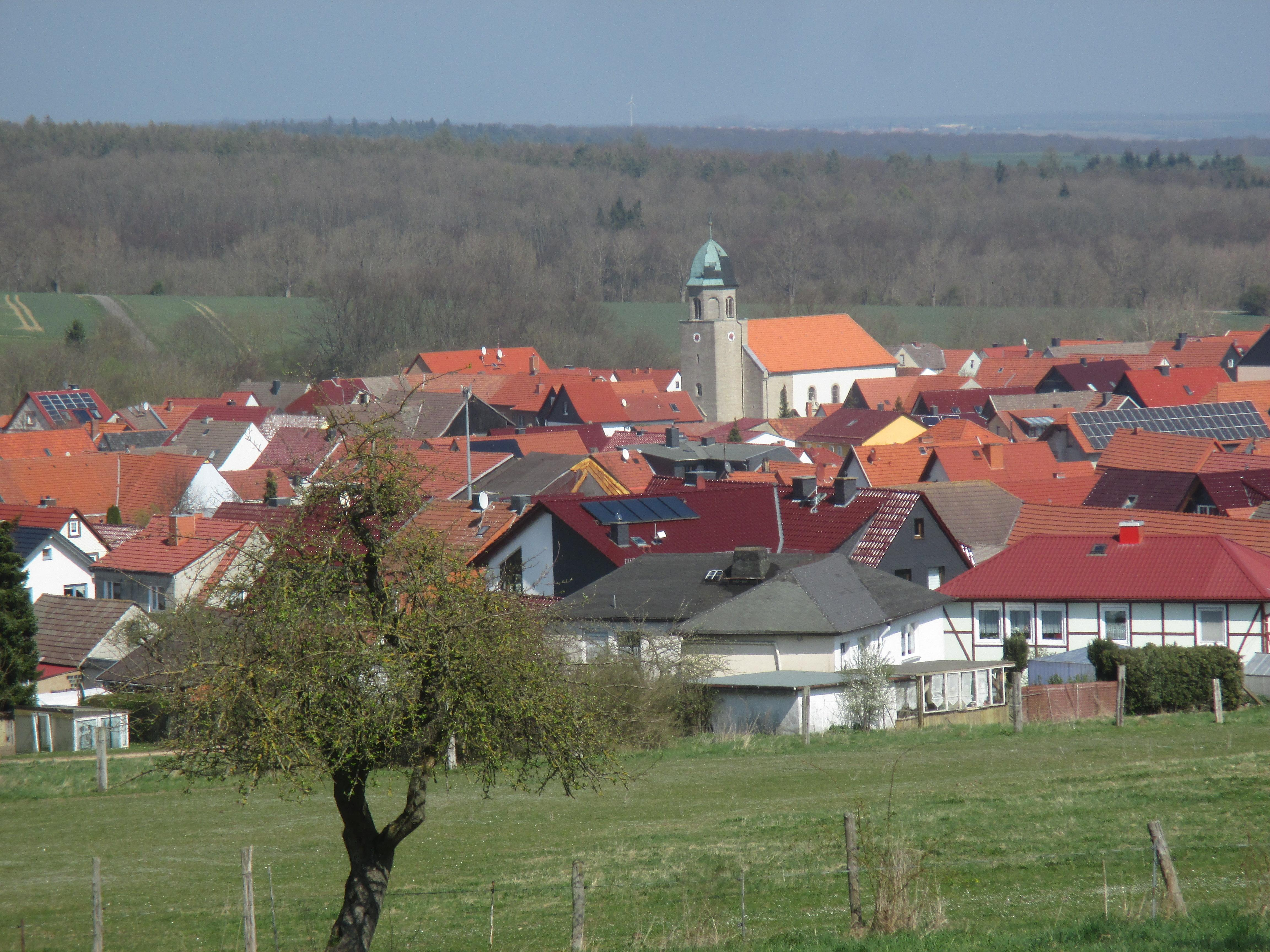
Büttstedt von Südwesten aus gesehen.

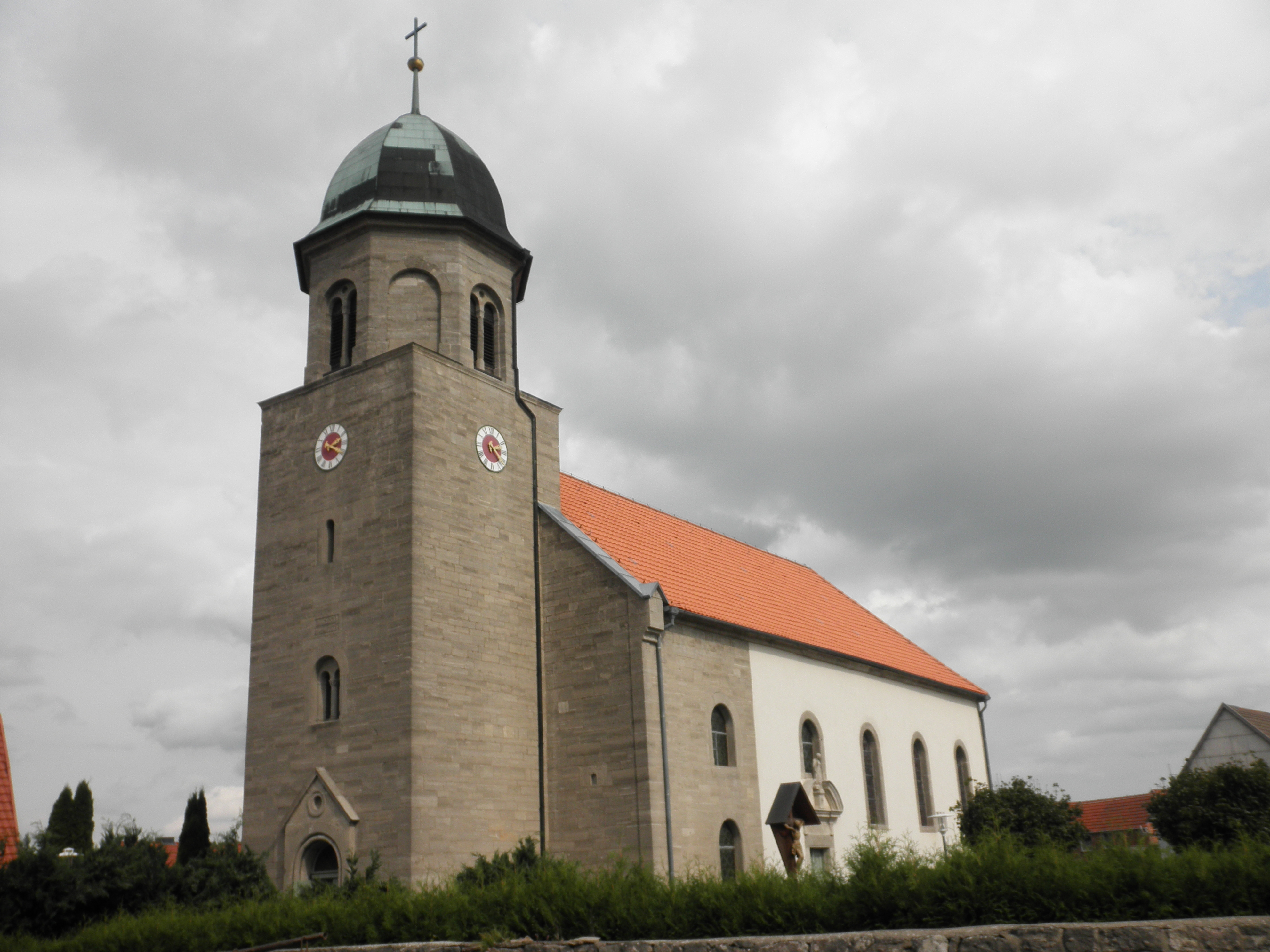
Kirche St Margaretha in Büttstedt

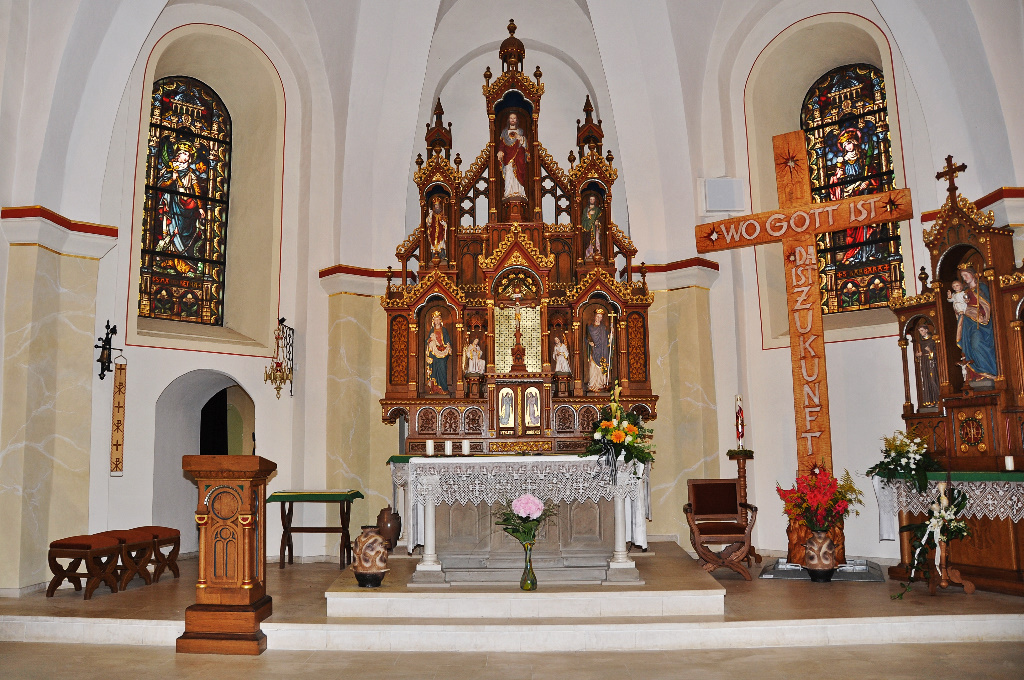
Altarraum der Kirche St. Margaretha

Büttstedt ist eine Gemeinde im thüringischen Landkreis Eichsfeld. Sie gehört zur Verwaltungsgemeinschaft Westerwald-Obereichsfeld.

## Geographische Lage
Büttstedt liegt im Tal der Gieße im Obereichsfeld zwischen den Waldgebieten Westerwald im Westen, Wilhelmswald im Süden und Hollau im Nordosten. Der Ort grenzt im Westen an den Naturparks Eichsfeld-Hainich-Werratal. Nach Osten hin erstreckt sich das Thüringer Becken.

## Geschichte
Büttstedt wurde 1124 als „Budestete“ erstmals urkundlich erwähnt, bis 1808 war der Name mehreren Änderungen unterworfen.

### Namensherkunft
Die Schreibweise des Ortes variierte im Laufe der Jahrhunderte stark: 1124 Budestedde, 1191 Buzstede, 1209 Buttestedte, 1400 butstede, 1599, Buedtstedt, 1808 Büttstedt. Die -stedt-Namen verweisen auf die zweite Siedlungsperiode (5. bis 8. Jahrhundert). Die Deutung der Vorsilbe Bütt- ist nicht zu klären, vermutet werden Abwandlungen vom mitteldeutschen bute für Tausch oder Beute oder die Siedlungsstätte eines Bodo oder Budo.

### Einwohnerentwicklung
Entwicklung der Einwohnerzahl (31. Dezember):
| Jahr | Einwohner |
| ---- | --------- |
| 1994 | 1072      |
| 1995 | 1073      |
| 1996 | 1084      |
| 1997 | 1075      |
| 1998 | 1062      |
| 1999 | 1052      |
| 2000 | 1039      |
| 2001 | 1032      |
| 2002 | 1026      |
| 2003 | 1019      |
| 2004 | 1002      |
| 2005 | 0990      |
| 2006 | 0970      |
| 2007 | 0969      |
| 2008 | 0944      |

| Jahr | Einwohner |
| ---- | --------- |
| 2009 | 0921      |
| 2010 | 0913      |
| 2011 | 0859      |
| 2012 | 0846      |
| 2013 | 0863      |
| 2014 | 0856      |
| 2015 | 0868      |
| 2016 | 0856      |
| 2017 | 0852      |
| 2018 | 0855      |
| 2019 | 0856      |
| 2020 | 0853      |
| 2021 | 0868      |
| 2022 | 0871      |
| 2023 | 0854      |

| Jahr | Einwohner |
| ---- | --------- |
| 2024 | 0856      |

Datenquelle: Thüringer Landesamt für Statistik
Die Einwohnerzahl des Ortes ist damit deutlich rückläufig.

## Politik

### Gemeinderat
Der Gemeinderat von Büttstedt setzt sich aus acht Gemeinderatsmitgliedern zusammen, die alle der CDU angehören.
(Stand: Kommunalwahl am 25. Mai 2014)

### Bürgermeister
Der ehrenamtliche Bürgermeister Franz-Josef Degenhardt (CDU) wurde am 5. Juni 2016 wiedergewählt.

## Religion
Der Kirchort Büttstedt gehört seit dem Jahr 2017 gemeinsam mit Bickenriede, Küllstedt und Wachstedt zur katholischen Pfarrei St. Georg und Juliana in Küllstedt.
Pfarrer ist Heiko Husmann.

## Wirtschaft
Der Windpark Büttstedt-Struth umfasste im Jahre 2013 35 Windkraftanlagen in 470 m Höhe auf dem Ochsenkopf, die – nachts befeuert – weithin das Landschaftsbild bestimmen.

## Kultur und Sehenswürdigkeiten
- Kirche St. Margaretha

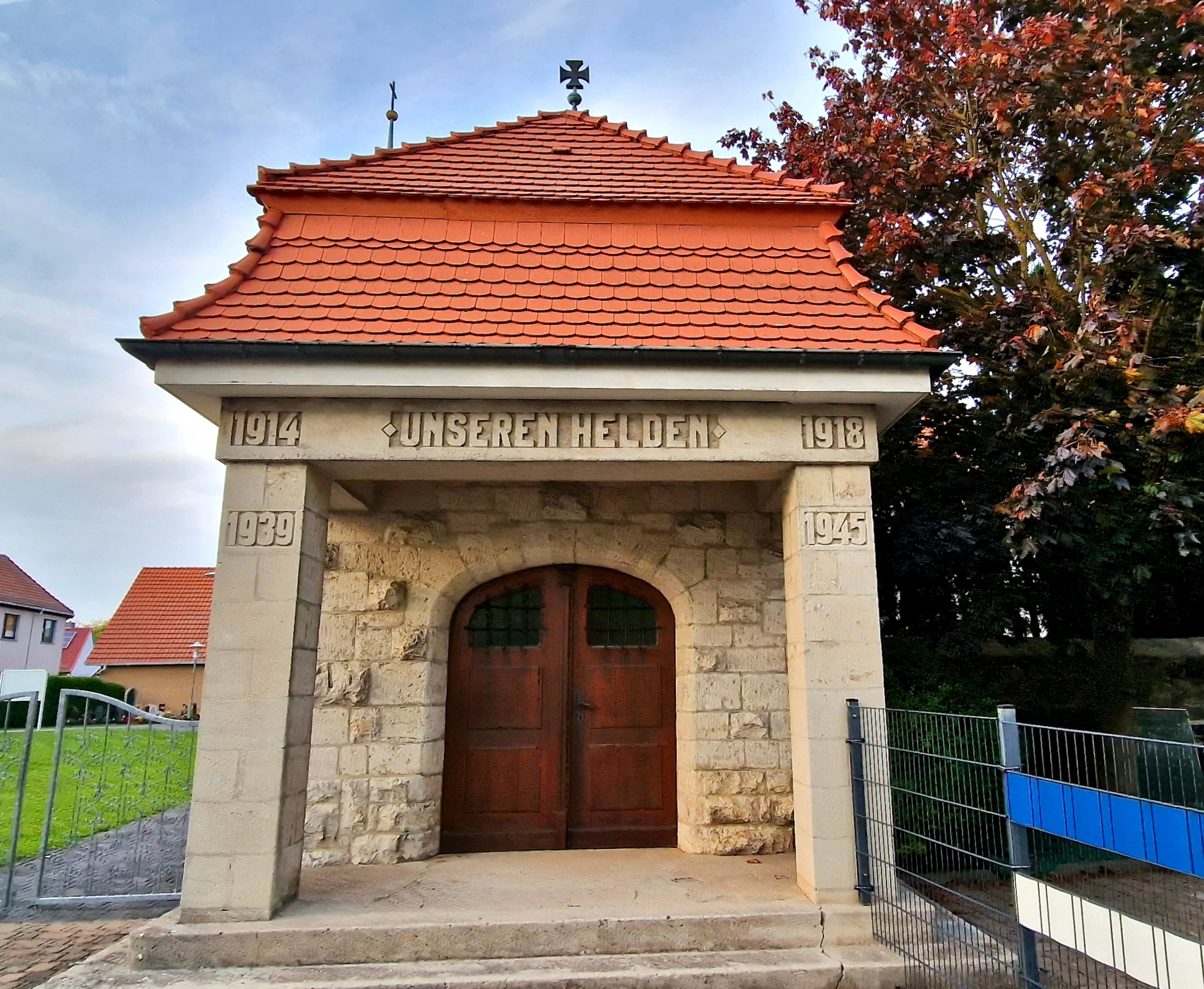
Gedenkhalle für die Gefallenen beider Weltkriege

- Gedenkhalle für die Gefallenen beider Weltkriege aus Büttstedt: seitlich der Kirche, am Eingang zum Kirchhof. Sie wurde nach dem Ersten Weltkrieg errichtet. Heute enthält sie auch einen Altar und wird als Trauerhalle genutzt. Nach der Wende wurde sie restauriert und um die Gefallenen des Zweiten Weltkriegs aus Büttstedt erweitert. Eine Gedenktafel an der Halle erinnert an die beiden am 7. April 1945 beim Einmarsch der Amerikaner im Ort ums Leben gekommenen deutschen Soldaten.
- Wetterkreuz und Vierzehnheiligenbild am Südrand des Ortes
- Bahnbrücke und Tunneleingang der alten Kanonenbahn im Westen des Dorfes
- Gelber Frauenschuh im Wilhelmswald

## Gebäude in Büttstedt

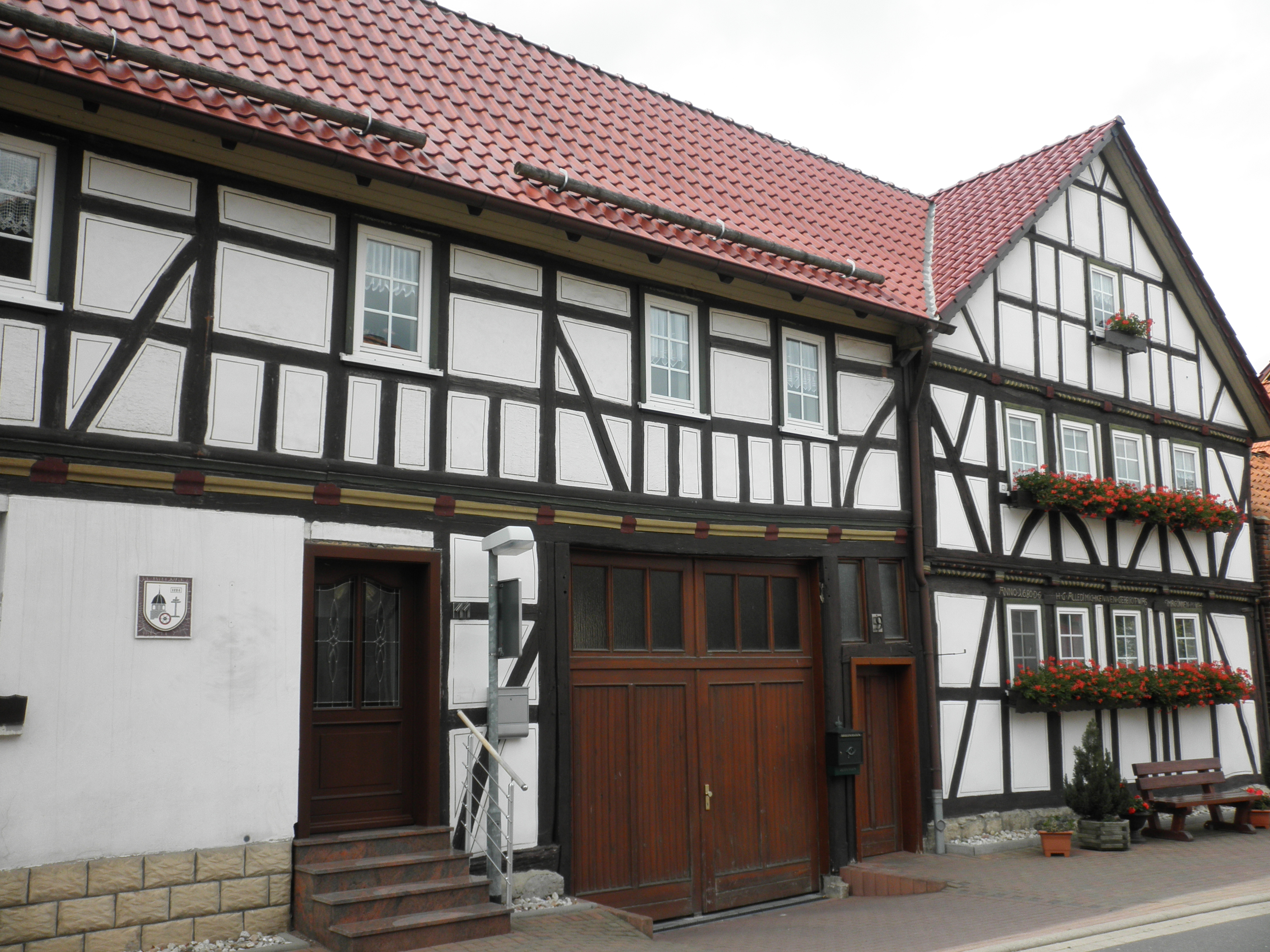
Fachwerkhaus in Büttstedt
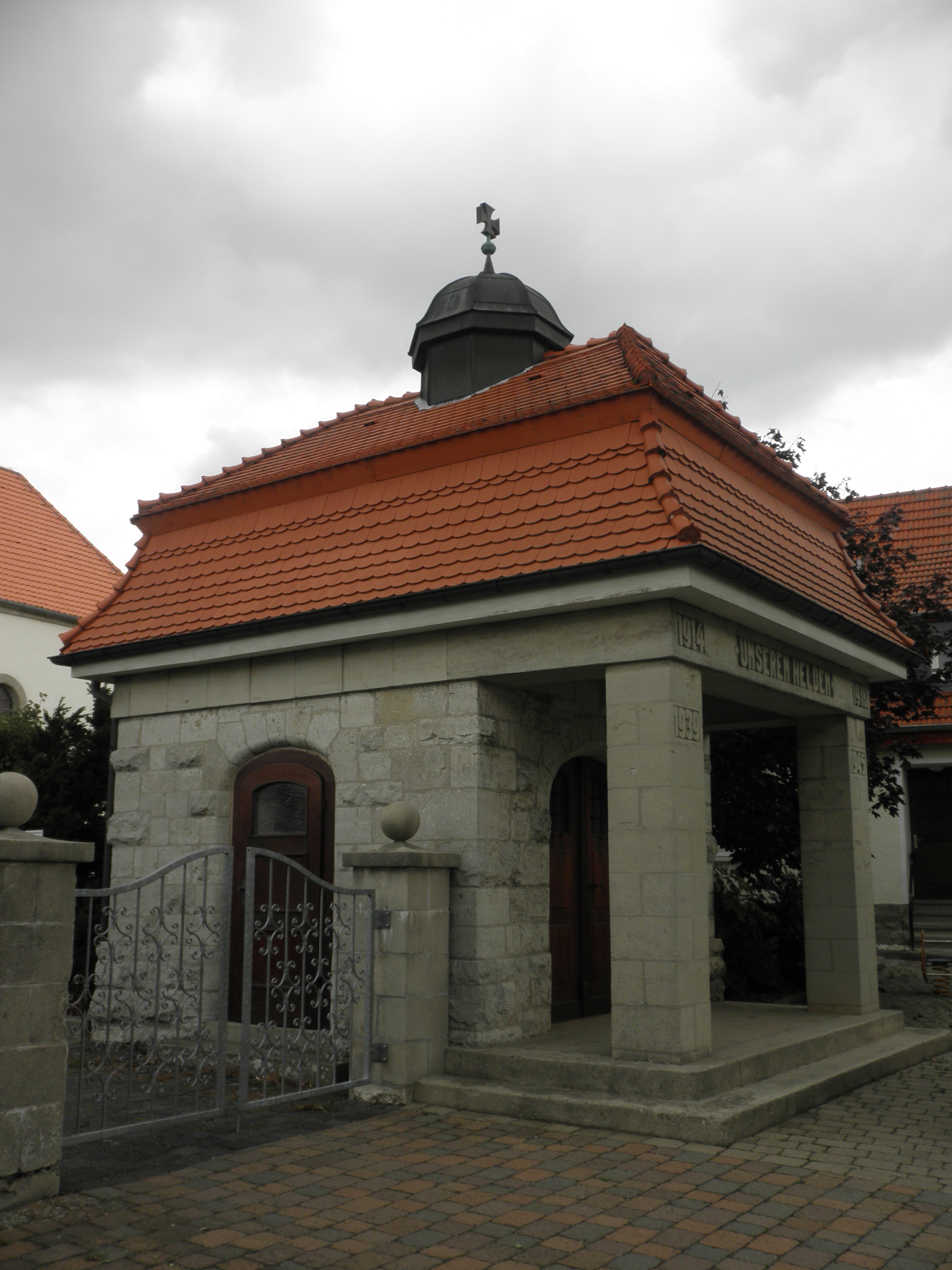
Gedenkkapelle Erster Weltkrieg